# Levenhookia pauciflora
Levenhookia pauciflora är en tvåhjärtbladig växtart som beskrevs av George Bentham. Levenhookia pauciflora ingår i släktet Levenhookia och familjen Stylidiaceae. Inga underarter finns listade i Catalogue of Life.

## Bildgalleri

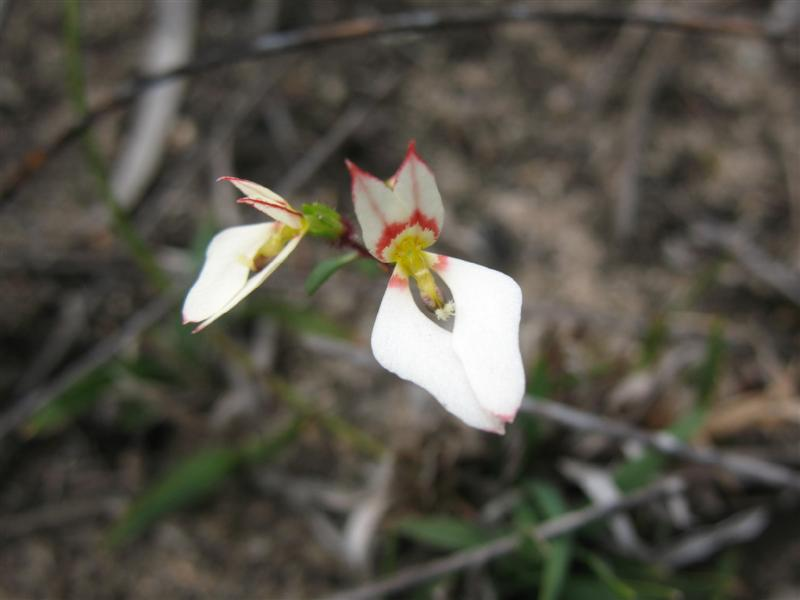